# 鈴木謙太郎
鈴木 謙太郎（すずき けんたろう、1984年11月8日 - ）は、福島県いわき市出身の競輪選手。日本競輪選手会茨城支部長（2024年6月より）。日本競輪学校（当時。以下、競輪学校）第90期生。師匠は平沼由充（83期）。鈴木豪（105期）は実弟、上田栄蔵（95期）は義兄。

## 来歴
福島県立平工業高等学校を経て、同校の同級生である飯野祐太とともに大谷競輪選手養成所に入所。そして飯野とともに、競輪学校90期試験に合格した。また、小野大介も同校の同級生であり、競輪学校の同期生である。
2005年7月2日、ホームバンクのいわき平競輪場でデビューし2着。初勝利は同年7月16日の伊東温泉競輪場。
2008年、ヤンググランプリ（平塚競輪場）3着。
2011年、日本選手権競輪（名古屋競輪場）6位。
2013年、全日本選抜競輪（松山競輪場）6位。9月27日付で福島から茨城に登録地を移動した。
2014年、選手会脱会問題（SS11）で6か月間の配分自粛を受け入れ、11月の復帰戦（松阪FI）では優勝を果たした。
2024年6月、日本競輪選手会茨城支部長に就任。